# Шахріяр
Шахріяр (перс.: شهریار) — місто в провінції Тегеран, адміністративний центр однойменного шахрестана. Населення — 189 тисяч осіб станом на 2006 рік.
У 2011 році в результаті вибуху на військовій базі Корпусу вартових ісламської революції поблизу Шахріяра загинуло 17 осіб, у тому числі генерал Хасан Могхаддам, який грав ключову роль в іранській ракетній програмі.
8 січня 2020 року, рейс 752 авіакомпанії «Міжнародні Авіалінії України» зазнав аварії біля Паранда незабаром після зльоту з міжнародного аеропорту Тегерана Імама Хомейні.

## Клімат
Місто знаходиться у зоні, котра характеризується середземноморським кліматом. Найтепліший місяць — липень із середньою температурою 29.8 °C (85.6 °F). Найхолодніший місяць — січень, із середньою температурою 3.2 °С (37.8 °F).
| Клімат Шахріяра         | Клімат Шахріяра | Клімат Шахріяра | Клімат Шахріяра | Клімат Шахріяра | Клімат Шахріяра | Клімат Шахріяра | Клімат Шахріяра | Клімат Шахріяра | Клімат Шахріяра | Клімат Шахріяра | Клімат Шахріяра | Клімат Шахріяра | Клімат Шахріяра |
| Показник                | Січ.            | Лют.            | Бер.            | Квіт.           | Трав.           | Черв.           | Лип.            | Серп.           | Вер.            | Жовт.           | Лист.           | Груд.           | Рік             |
| Середня температура, °C | 3,2             | 5,2             | 10,1            | 16              | 21,5            | 26,9            | 29,8            | 28,7            | 24,9            | 18,3            | 11,6            | 5,8             | 16,8            |
| Норма опадів, мм        | 45.8            | 40.3            | 43.7            | 31.9            | 20              | 6.5             | 5.2             | 8.5             | 16.3            | 42.4            | 38.2            | 48.7            | 347.5           |
| Днів з опадами          | 10,2            | 9,3             | 11,8            | 11              | 9,3             | 3,2             | 2,2             | 2,3             | 2,1             | 6,4             | 7,1             | 9,1             | 84              |
| Вологість повітря, %    | 68.2            | 61.6            | 52.8            | 45.4            | 40              | 31.3            | 31              | 31.5            | 32.6            | 42.7            | 52.9            | 64.8            | 46.2            |
| ----------------------- | --------------- | --------------- | --------------- | --------------- | --------------- | --------------- | --------------- | --------------- | --------------- | --------------- | --------------- | --------------- | --------------- |
| Джерело: Weatherbase    |                 |                 |                 |                 |                 |                 |                 |                 |                 |                 |                 |                 |                 |